# Врагов, Владимир Николаевич
Влади́мир Никола́евич Вра́гов (2 октября 1945 — 4 июня 2002) — советский и российский математик, ректор Новосибирского государственного университета (с 1993 по 1997 год).

## Биография
Родился 2 октября 1945 года в городе Ургенче Узбекской ССР. Его отец был водителем, из-за чего семья часто переезжала.
В 1963 году окончил школу № 10 в Новосибирске и в этом же году поступил на механико-математический факультет Новосибирского государственного университета.
В 1968 году, сразу после окончания университета, поступил в аспирантуру НГУ.
С 1969 года работал в Институте математики СО РАН, в отделе теории функций.
В 1971 году В. Н. Врагов защитил кандидатскую диссертацию, а в 1978 — докторскую.
После защиты диссертации был назначен ученым секретарем Института математики, а затем — проректором НГУ.
Параллельно с проректорской работой занимался преподавательской деятельностью. Под его руководством защищены 56 кандидатских диссертаций и 8 докторских.
В 1993 году Врагов был избран ректором НГУ и оставался на этом посту до 1997 года. При нём было открыто несколько новых направлений обучения: специальности «востоковедение» и «экономика и право», медико-биологическое направление, отделение научной журналистики.
С весны 1997 года В. Н. Врагов возглавлял кафедру ЮНЕСКО в Сибирском отделении РАН.

## Память
Похоронен на Южном кладбище в Новосибирске.